# Departamento de Transporte Público de Miami-Dade

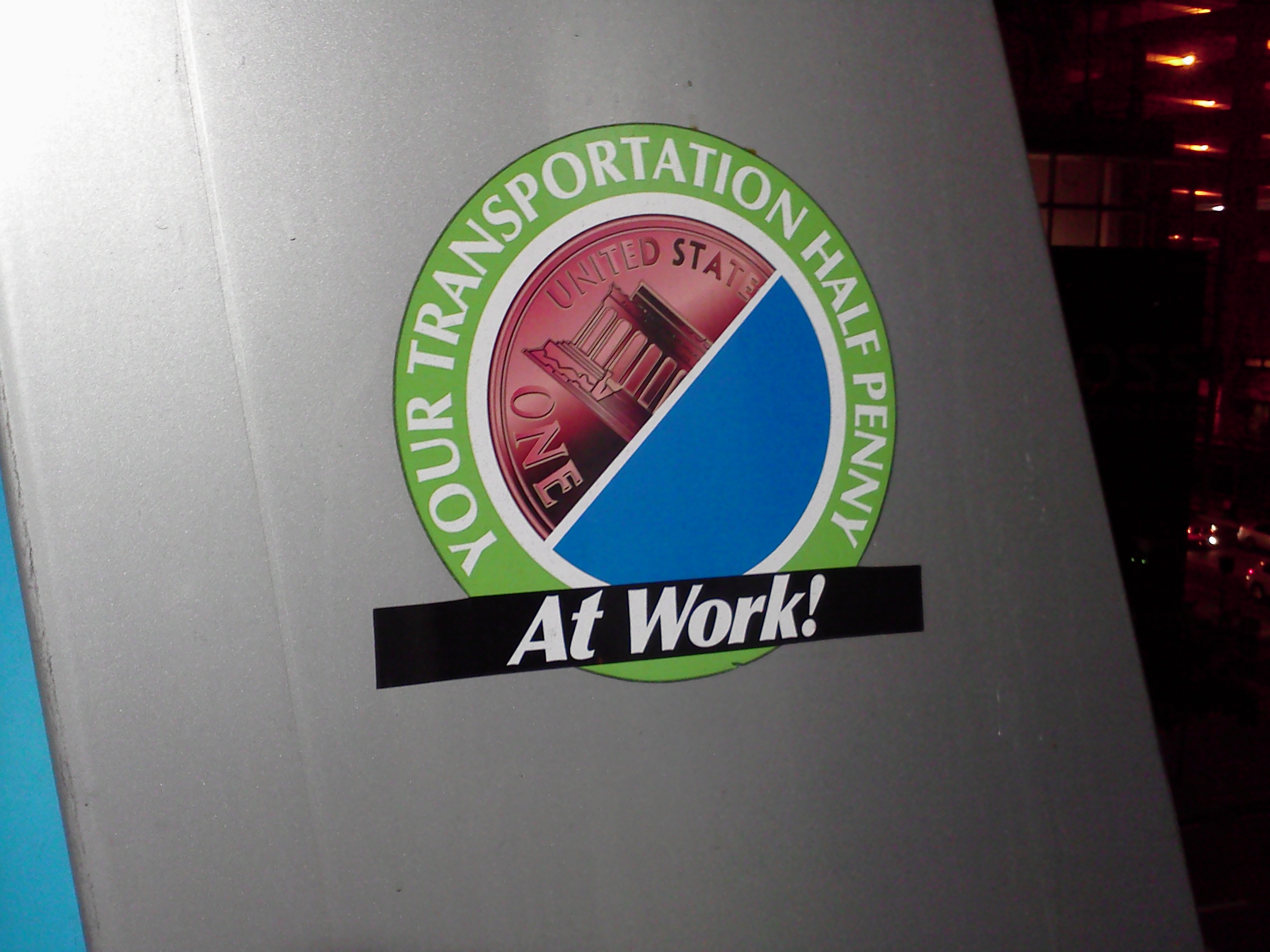
Adtranz C-100 de Metromover, Tránsito de Miami-Dade, es una pegatina de transporte para discapacitados.

El Departamento de Transporte Público de Miami-Dade (Miami-Dade Transit, MDT) es una agencia de transporte público en el Condado de Miami-Dade, Florida. Tiene su sede en el Overtown Transit Village en Miami. El departamento gestiona Metrobus (autobuses), Metrorail (tren elevado), Metromover (Tren ligero elevado) y Servicio especial de transporte (Special Transportation Service, STS), un sistema de transporte para discapacitados.